# すねこすり
すねこすり（脛擦、脛こすり）は、岡山県に伝わる妖怪。

## 概要
犬のような姿形をしており、雨の降る夜に現れ、夜道を歩いていると足の間をこすりながら通り抜けるとされる。博物学者・佐藤清明が各地の妖怪語彙を収集した『現行全国妖怪辞典』（1935年）に岡山県小田郡のものとして採集された伝承が短文で記載されており、柳田國男『妖怪談義』の「妖怪名彙」にもそこから情報が引用されたと考えられる。岡山県井原市では、すねこすりは同市七日市町の井領（いろん）堂という辻堂のそばに現れ、夜に通行人のすねの間をすり抜けたといい、やはり犬の姿形をしていると語られている。有漢町（現・高梁市）でも、夜道でひとの脛をこすって通り抜ける「脛こすり」や、股を何度もくぐりぬけてゆく「股くぐり」と呼ばれるものがよく出没すると語られていた道（大石坂・槌が峠）があった、などの民俗調査報告があり「夜間に出没する」という点も含めて共通した内容が語られていることがわかる。
犬の姿形をしたものが通り抜けるといわれるが、有漢町では脛こすり・股くぐりのような妖怪は「狸のしわざ」であると言い伝えられていた。
岡山県後月郡芳井町（現・井原市）にはすねっころがしという、夜道を歩いている人の足をひっぱって転ばせるという妖怪も語られていた。

鳥取県境港市・水木しげるロードに設置されている「すねこすり」のブロンズ像。

## 現代におけるすねこすり
漫画家の水木しげるは、「犬の姿形」という点から犬の根付をデザインに用いて描き起こしており、そのデザインによるすねこすりを自身の手による各種の妖怪図鑑や漫画作品（『妖怪博士の朝食』、『水木版妖怪大戦争』など）にたびたび登場させている。また、アニメの『ゲゲゲの鬼太郎』にもすねこすりはしばしば登場している。
映画『妖怪大戦争』（2005年版）では、黄色と白の毛の塊で可愛らしい目をしたすねこすりが多数登場しており同作品のマスコットキャラクターとして扱われている。
平成以降、「実際にすねこすりを見た」とされる目撃談の中では、「猫のようだった」と語られることが多い。『妖怪大戦争』（2005年版）でもすねこすりは登場人物から「猫？（だろうか）」と言われている。妖怪研究家・山口敏太郎はそのような目撃談を示した上で、これを水木しげるのデザインを「猫」であると見た読者たちが影響を強く受けたことによる思い込みから発生している情報であろうと考察している。